# Arial
Arial  en ocasiones expresada o mostrada como ArialMT en determinado software es un tipo de letra sans serif (Clasif. Vox: Lineale B Neo-Grotesque) presente en varias aplicaciones de Microsoft. Fue diseñada por Robin Nicholas y Patricia Saunders de la Fundación Monotype como respuesta a la popularidad de la tipografía Helvética de Linotype. Microsoft no quería incluir la popular pero costosa tipografía Helvética en Windows, por eso le compró a Monotype los derechos de una copia de la Helvética de mucha menor calidad como una medida para abaratar costos. Debido a que la Arial viene incluida en el sistema operativo Windows, se ha convertido en una de las tipografías más populares del mundo. Es muy legible. Pese a ser mucho más conocida que la Helvética, la Arial no está bien considerada por los tipógrafos por carecer de las características que distinguieron al diseño original suizo.

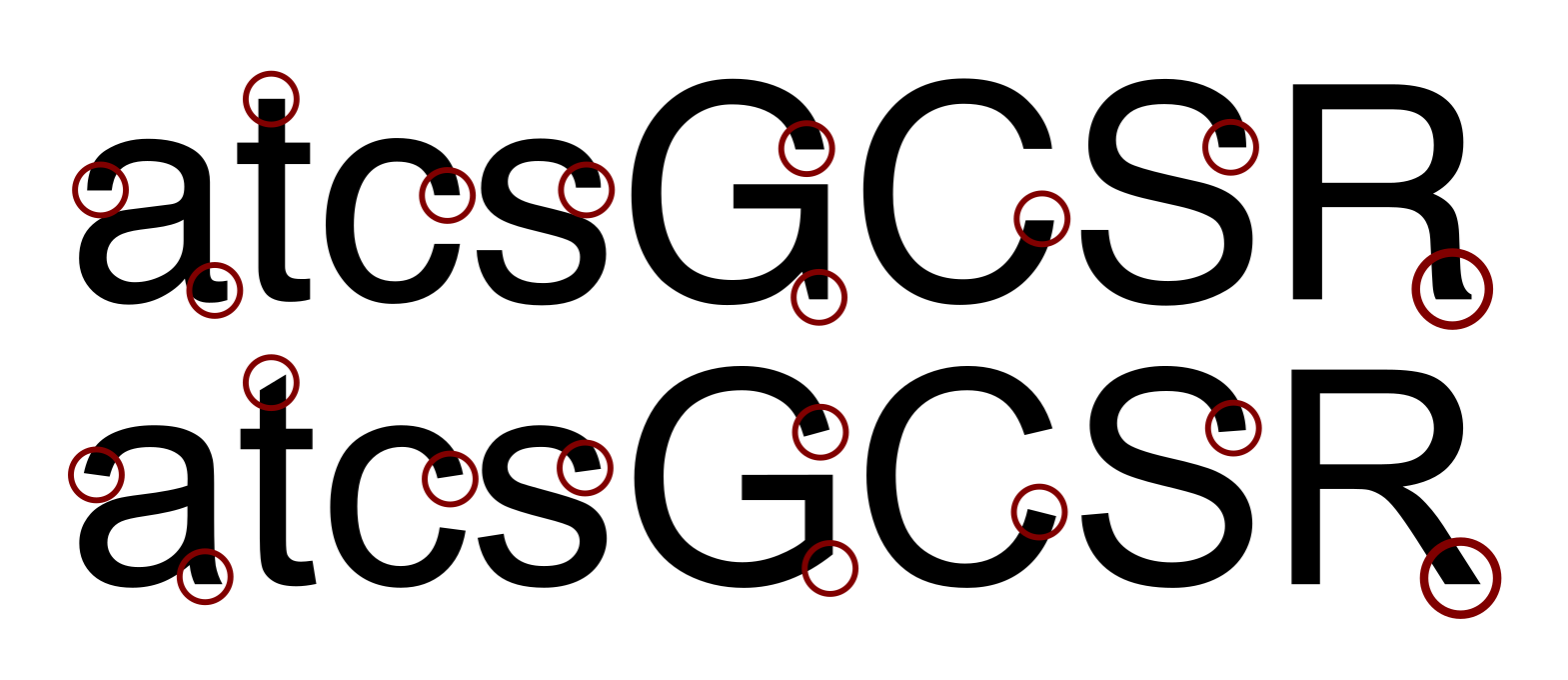
Helvetica (arriba) y Arial (abajo)

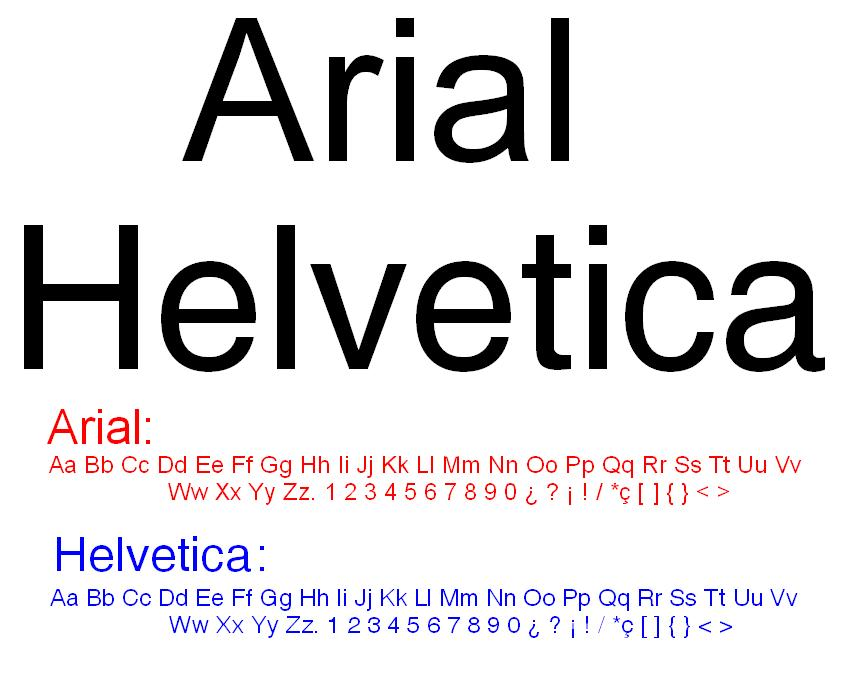
Arial y Helvética.

A pesar de ser casi idéntica a Helvética en proporciones y peso, el diseño de Arial es una variación de la serie Grotesque de Monotype y fue concebida para ser usada en computadora, más que para ser leída en papel. Este tipo de letra tiene cambios sutiles en la forma y el espacio entre las letras con el fin de hacerla más apta para ser leída en una pantalla con varias resoluciones.